# Leszek Majdański
Leszek Majdański (ur.: 24 października 1954) – polski brydżysta, World Master (WBF), arcymistrz, odznaczony złotą odznaką PZBS, zawodnik drużyny Consus Carbon Kalisz.

## Wyniki brydżowe

### Zawody krajowe
W rozgrywkach krajowych zdobywał następujące lokaty:
| Sezon   | Drużyna       | Pozycja |
| ------- | ------------- | ------- |
| 2006/07 | Eko-Al Poznań | 2       |
| 2005/06 | Sakura Kraków | 1       |

| Rok  | Typ | Kategoria | Pozycja |
| ---- | --- | --------- | ------- |
| 2010 | IMP | Open      | 3       |

### Zawody światowe
W światowych zawodach zdobył następujące lokaty:
| Rok  | Miejsce    | Zawody                        | Kategoria | Drużyna             | Pozycja |
| ---- | ---------- | ----------------------------- | --------- | ------------------- | ------- |
| 2011 | Veldhoven  | 40. Mistrzostwa Świata Teamów | Trans     | Consus Red          | 18      |
| 2010 | Filadelfia | 13. Seria Mistrzostw Świata   | Open      | Consus White Poland | 113     |
| 2006 | Werona     | 12. Mistrzostwa Świata        | Open      | Sakura Kraków       | 83      |
| 2005 | Estoril    | 37. Mistrzostwa Świata Teamów | Trans     | Sakura Kraków       | 32      |

| Rok  | Miejsce    | Zawody                 | Kategoria | Partner         | Pozycja |
| ---- | ---------- | ---------------------- | --------- | --------------- | ------- |
| 2010 | Filadelfia | 13. Mistrzostwa Świata | Open      | Marian Kupnicki | 66      |

### Zawody europejskie
W europejskich zawodach zdobył następujące lokaty:
| Rok  | Miejsce | Zawody            | Kategoria | Drużyna                | Pozycja |
| ---- | ------- | ----------------- | --------- | ---------------------- | ------- |
| 2012 | Ejlat   | 11. Puchar Europy | Open      | Consus Kalisz – Poland | 9       |
| 2007 | Wrocław | 6. Puchar Europy  | Open      | Ekoap – Poland         | 4       |

## Klasyfikacja
- Leszek Majdański – klasyfikacja PZBS
- Leszek Majdański – klasyfikacja EBL (ang.)
- Leszek Majdański – klasyfikacja WBF (ang.)